# Zwierzynek (województwo zachodniopomorskie)
Zwierzynek – wieś w Polsce położona w województwie zachodniopomorskim, w powiecie łobeskim, w gminie Węgorzyno.
W latach 1975–1998 miejscowość administracyjnie należała do województwa szczecińskiego.

## Zabytki
- park dworski, pozostałość po dworze[3].